# 8-Bit Christmas
8-Bit Christmas (bra: Natal em 8 Bits; prt: Natal em 8-Bits)  é um filme de comédia natalina americano de 2021 dirigido por Michael Dowse, a partir de um roteiro de Kevin Jakubowski baseado em seu romance de mesmo nome. É estrelado por Neil Patrick Harris, Winslow Fegley, June Diane Raphael, David Cross e Steve Zahn.
8-Bit Christmas foi lançado em 24 de novembro de 2021, na HBO Max, recebendo críticas geralmente favoráveis dos críticos.

## Elenco
- Winslow Fegley como jovem Jake Doyle
  - Neil Patrick Harris como Jake Doyle adulto
- Sophia Reid-Gantzert como Annie Doyle
- June Diane Raphael como Kathy Doyle
- Steve Zahn como John Doyle
- Bellaluna Resnick como Lizzy Doyle
- Che Tafari como Mikey Trotter
- Santino Barnard como Evan Olsen
- Max Malas como Jeff Farmer
- Brielle Rankins como Tammy Hodges
- Cyrus Arnold como Josh Jagorski
- Braelyn Rankins como Teddy Hodges
- Chandler Dean como Timmy Keane
- Katia Smith como Tiffany Keane
- Tom Rooney como Dr. Timothy Keane Sr.
- David Cross como revendedor

## Produção
Em março de 2021, foi anunciado que Neil Patrick Harris, Winslow Fegley, June Diane Raphael e Steve Zahn se juntaram ao elenco do filme, com Michael Dowse dirigindo a partir de um roteiro de Kevin Jakubowski. A New Line Cinema e a Star Thrower Entertainment produziriam o filme, com a HBO Max distribuindo.
As filmagens começaram março de 2021, em Toronto, Canadá.

## Lançamento
8-Bit Christmas foi lançado em 24 de novembro de 2021, na HBO Max.

## Crítica especializada
No site agregador de críticas Rotten Tomatoes, o filme possui um índice de aprovação de 82% com base em 28 críticas, com uma classificação média de 6,9/10. O consenso crítico do site diz: "Para os espectadores que procuram uma ode pouco exigente e docemente nostálgica às temporadas natalinas passadas, 8-Bit Christmas se mantém sem falhas". No Metacritic, que usa uma média ponderada, atribuiu uma pontuação de 66 em 100 com base em cinco críticas, indicando "críticas geralmente favoráveis".
Nick Ordoña, do Los Angeles Times, elogiou o elenco, a direção e a escrita de Jakubowski, resumindo: "Ele até ganha seu final emocionante. Em suma, é um candidato surpresa ao Melhor Filme de Natal dos últimos anos". Calum Marsh, do The New York Times, escreveu: "Quando não está bajulando sobre pistas de patinação, pôsteres de Goonies e relógios Casio, 8-Bit Christmas é uma comédia de férias calorosa e refrescantemente sincera.".